# Lisa Pou
Lisa Pou (Fréjus, 28 de mayo de 1999) es una deportista franco-monegasca que compite en natación, en la modalidad de aguas abiertas.
Ganó una medalla de bronce en el Campeonato Mundial de Natación de 2025 y una medalla de bronce en el Campeonato Europeo de Natación de 2018.
Fue la abanderada de Mónaco en la ceremonia de apertura de los Juegos Olímpicos de París 2024 junto con el nadador Théo Druenne.
Estudió el grado de Educación Preescolar y Educación Primaria en la Universidad Laval.

## Palmarés internacional
| Representando a Mónaco  |                       |                   |              |
| Campeonato Mundial      |                       |                   |              |
| Año                     | Lugar                 | Medalla           | Prueba       |
| 2025                    | Singapur (Singapur)   | Medalla de bronce | 10 km        |
| Representando a Francia |                       |                   |              |
| Campeonato Europeo      |                       |                   |              |
| Año                     | Lugar                 | Medalla           | Prueba       |
| 2018                    | Glasgow (Reino Unido) | Medalla de bronce | Equipo mixto |